# Concatedral (monument i Spanien, Extremadura)
Concatedral är ett monument i Spanien.   Det ligger i provinsen Provincia de Badajoz och regionen Extremadura, i den centrala delen av landet, 280 km sydväst om huvudstaden Madrid. Concatedral ligger 225 meter över havet.
Terrängen runt Concatedral är huvudsakligen platt, men åt sydväst är den kuperad. Runt Concatedral är det ganska glesbefolkat, med 34 invånare per kvadratkilometer. Närmaste större samhälle är Mérida, 0,30 km öster om Concatedral. Trakten runt Concatedral består till största delen av jordbruksmark.